# Стан Стеккеля
Стан Стеккеля — реверсивний прокатний стан гарячої прокатки рулонної сталі, на вхідних і вихідних боках якого розташовані пічні моталки, який забезпечує прокатування у вузькому температурному інтервалі. Має менші габарити аніж безперервний чистовий стан. Використовується для прокатування важкодеформовуваних сталей і сплавів. Продуктивність стана становить від 200 тис. до 1 млн т прокату на рік.

## Історія
Ідею створення реверсивного стана гарячої прокатки з двома моталками, розташованими з двох боків однієї кліті, американський винахідник Абрахам Стеккель висловив у 1925 році. Перший стан Стеккеля, що виробляв прокат завширшки 914 мм, було встановлено у 1931 році на металургійному заводі компанії «Youngstown Sheet and Tube Co» у місті Янгстаун (штат Огайо). Цей перший стан Стеккеля незабаром було перевезено на завод у штаті Індіана, де він працював до 1935 року. Потім його було перевезено на завод «Дофаско» у місті Гамільтон (Канада), де він працював 20 років, поки не був замінений новим станом Стеккеля, що катав прокат завширшки 1676 мм.
Стани Стеккеля було встановлено на низці заводів у кількох країнах.
Нараховується 3 покоління цього типу станів. Стани першого покоління зазвичай мали дві кліті, з яких одна — чорнова кварто (чотирьохвалкова) або дуо (двохвалкова), друга — чистова кварто. Ці стани буи призначені головно для прокатування важкодеформовуваних сталей за невеликих об'ємів виробництва 200—400 тис. т на рік. Їх будували до 1960-х років. Стани Стеккеля другого покоління з'явилися у 1984 році. На них було досконаліше обладнання й технологія виробництва. Поява третього покоління цього типу станів відноситься до 2000-х років.
Починаючи з 2000-х років, стани Стеккеля почали достатньо інтенсивно розвиватися. Причому їх почали застосовувати не тільки для прокатки смуг товщиною до 10 мм в основному з легованих марок сталі, а й для листів товщиною аж до 50 мм, в тому числі і з рядових вуглецевих марок сталі.

## Будова
Стан Стеккеля являє собою одну реверсивну чотирьохвалкову кліть з двома пічними моталками.
У стані такої конструкції смуга металу після першого проходження між валками намотується на моталку, що розташовується у печі за прокатною клітю. Потім смуга металу проходить кліть у іншому напрямку й намотується на іншу моталку.

## Виноски
1. ↑   Steckel hot mills. // William L. Roberts. Hot Rolling of Steel. — CRC Press, 1983. P. 450—452. (англ.)
2. ↑   Early Steckel mills. // John G. Lenard. Primer on Flat Rolling. — Second edition. — Elsevier, 2014. P. 19. ISBN 978-0-08-099418-5 (англ.)
3. ↑   Ю. В. Коновалов, А. Г. Маншилин, М. Г. Коренко. Листовой литейно-прокатный агрегат для ПАО «АрселорМиттал Кривой Рог». // Металл и литьё Украины. — № 6 (265), 2015. — С. 3-6. (рос.)